# Gladbach (Mönchengladbach)

Der Stadtteil Gladbach liegt im Osten des Stadtbezirks Nord (hellblau)

Gladbach ist ein Stadtteil des Stadtbezirks Mönchengladbach Nord von Mönchengladbach. Im Stadtteil lebten am 31. Dezember 2020 insgesamt 12.186 Menschen auf einer Fläche von 1,643 km².
Beachtenswerte Bauwerke sind: 
- Mönchengladbacher Münster
- die Kirche St. Mariä Himmelfahrt
- Museum Abteiberg
- Haus Westland
- Einkaufszentrum Minto